# Gary Spani
Gary Spani (Satanta, 9 gennaio 1956) è un ex giocatore di football americano statunitense che ha militato nel ruolo di linebacker nella National Football League (NFL).

## Carriera
Spani fu scelto dai Kansas City Chiefs nel corso del terzo giro (58º assoluto) del Draft NFL 1978. Fu il capitano della squadra nel 1983 e stabilì l'allora record di franchigia in tackle con 999. Il suo record di franchigia stagionale di 157 del 1979 resistette fino al 2002 quando fu superato da Mike Maslowski. Fece registrare anche 5 sack, recuperò 9 fumble e segnò 2 touchdown durante i suoi anni con la squadra.
Spani fu inserito nella College Football Hall of Fame nel 2002 e nella Kansas City Chiefs Hall of Fame nel 2003.

## Palmarès
- Kansas City Chiefs Hall of Fame
- College Football Hall of Fame